# 2141 Simferopol
2141 Simferopol eller 1970 QC1 är en asteroid i huvudbältet som upptäcktes den 30 augusti 1970 av den ryska astronomen Tamara Smirnova vid Krims astrofysiska observatorium på Krim. Den har fått sitt namn efter staden Simferopol på Krim.
Asteroiden har en diameter på ungefär 34 kilometer.